# Anthaxia istriana
Anthaxia istriana es una especie de escarabajo del género Anthaxia, familia Buprestidae. Fue descrita científicamente por Rosenhauer en 1847.